# Râul Valea Sasului, Crișul Repede
Râul Valea Sasului este un curs de apă, afluent al râului Crișul Repede.

## Hărți
- Harta Munții Apuseni
- Harta județului Bihor